# 王宏 (西晉)
王宏（？—284年），字正宗，山陽郡高平縣（今山東省濟寧市微山縣西北）人，曹魏至西晉官員，父親是王業，弟弟是王弼。祖父王凱是王粲的族兄，祖母是劉表之女。
王宏在曹魏時已被公府所辟，逐步升遷為尚書郎和給事中。西晉泰始年間，擔任汲郡太守，後擔任衛尉、河南尹、大司農。期間王宏因為虐待罪人和擅自釋放犯人，被人彈劾。晉武帝認為王宏有政績，允許其贖罪。太康年間，王宏取代劉毅擔任司隸校尉，在任上為了凸顯士人和庶人的階層差異，對庶人的著裝要求過於嚴苛，如規定庶人不能穿彩色衣服。王宏的這些措施招致批評，不久王宏遭到罷免。後又擔任尚書。太康五年（284年）去世，朝廷追贈其太常。

## 延伸阅读
[在维基数据编辑]
 《晉書·卷090》，出自房玄齡《晉書》